# Diocesi di Eguga
La diocesi di Eguga (in latino Dioecesis Egugensis) è una sede soppressa e sede titolare della Chiesa cattolica.

## Storia
Eguga, nell'odierna Tunisia, è un'antica sede episcopale della provincia romana dell'Africa Proconsolare, suffraganea dell'arcidiocesi di Cartagine.
Resta sconosciuta l'identificazione di Eguga (Egugem), benché è certo che fosse nella provincia Proconsolare. L'unico vescovo menzionato dalle fonti è Fiorenzo, che prese parte al concilio antimonotelita di Cartagine del 646.
Dal 1928 Eguga è annoverata tra le sedi vescovili titolari della Chiesa cattolica; dal 19 giugno 2024 il vescovo titolare è Sergio Iván Dornelles, vescovo ausiliare di Buenos Aires.

## Cronotassi

### Vescovi
- Fiorenzo † (menzionato nel 646)

### Vescovi titolari
- Bonifacio Yeung Fuk-tseuk † (26 marzo 1931 - 23 febbraio 1938 deceduto)
- Vito Chang Tso-huan, S.V.D. † (8 luglio 1941 - 11 aprile 1946 nominato vescovo di Xinyang)
- Louis-François-Bienaimé-Amedée Lefèbvre, O.F.M. † (10 aprile 1947 - 14 settembre 1955 nominato arcivescovo di Rabat)
- Gustave Raballand, M.E.P. † (29 febbraio 1956 - 13 gennaio 1973 deceduto)
- Antoine Hubert Thijssen, S.V.D. † (23 febbraio 1973 - 7 giugno 1982 deceduto)
- Marc Leclerc † (17 luglio 1982 - 3 gennaio 2005 deceduto)
- Gilles Lemay (11 febbraio 2005 - 22 febbraio 2011 nominato vescovo di Amos)
- Michael Jude Byrnes † (22 marzo 2011 - 31 ottobre 2016 nominato arcivescovo coadiutore di Agaña)
- Gerard William Battersby (23 novembre 2016 - 19 marzo 2024 nominato vescovo di La Crosse)
- Sergio Iván Dornelles, dal 19 giugno 2024